# Liste der Schiedsrichtereinsätze bei der Fußball-Weltmeisterschaft 1982
Die Liste der Schiedsrichtereinsätze bei der Fußball-Weltmeisterschaft 1982 führt alle Schiedsrichter, die bei der Fußball-Weltmeisterschaft 1982 in Spanien vom 13. Juni bis zum 11. Juli 1982 eingesetzt wurden.

## Legende

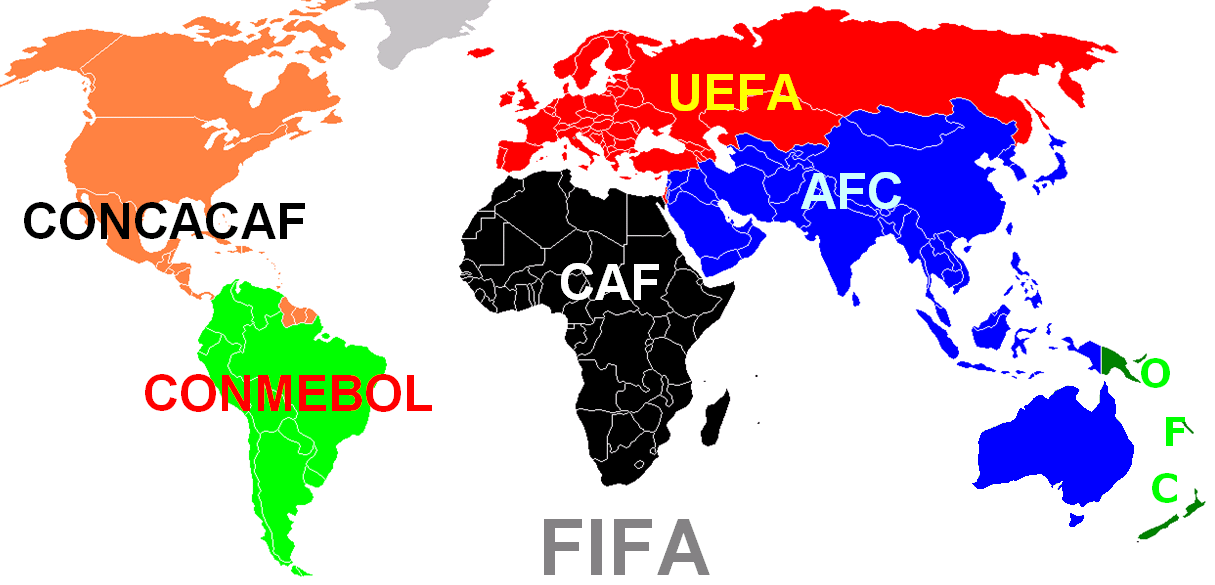
Die Kontinentalverbände der FIFA.

- Kontinentalverband → Kontinentalverband, von dem der Schiedsrichter gestellt wurde
  - AFC = Asian Football Confederation
  - CAF = Confédération Africaine de Football
  - CONCACAF = Confederation of North and Central American and Caribbean Association Football
  - CONMEBOL = Confederación Sudamericana de Fútbol
  - OFC = Oceania Football Confederation
  - UEFA = Union of European Football Associations

## Schiedsrichter
| Verband  | Schiedsrichter         | Land               | Spiele |   |   | Spiele als Linienrichter | Anmerkungen                                                  |
| -------- | ---------------------- | ------------------ | ------ | - | - | ------------------------ | ------------------------------------------------------------ |
| AFC      | Ibrahim Youssef al-Doy | Bahrain            | 1      | 2 | 0 | 2                        |                                                              |
| AFC      | Thomson Chan Tam-Sun   | Hongkong           | 1      | 0 | 0 | 3                        |                                                              |
| CAF      | Benjamin Dwomoh        | Ghana              | 1      | 0 | 0 | 1                        |                                                              |
| CAF      | Yousef El-Ghoul        | Libyen             | 1      | 0 | 0 | 2                        |                                                              |
| CAF      | Belaïd Lacarne         | Algerien           | 1      | 0 | 0 | 5                        |                                                              |
| CONCACAF | Rómulo Méndez          | Guatemala          | 1      | 0 | 0 | 2                        |                                                              |
| CONCACAF | Mario Rubio Vázquez    | Mexiko             | 2      | 4 | 1 | 3                        |                                                              |
| CONCACAF | Luis Paulino Siles     | Costa Rica         | 2      | 1 | 0 | 1                        |                                                              |
| CONCACAF | David Socha            | Vereinigte Staaten | 1      | 1 | 0 | 5                        |                                                              |
| CONMEBOL | Gilberto Aristízabal   | Kolumbien          | 1      | 2 | 0 | 5                        |                                                              |
| CONMEBOL | Luis Barrancos         | Bolivien           | 1      | 5 | 0 | 1                        |                                                              |
| CONMEBOL | Juan Daniel Cardellino | Uruguay            | 2      | 7 | 0 | 0                        |                                                              |
| CONMEBOL | Gastón Castro          | Chile              | 1      | 2 | 1 | 4                        |                                                              |
| CONMEBOL | Arnaldo Cézar Coelho   | Brasilien          | 2      | 6 | 0 | 3                        | Schiedsrichter im Endspiel                                   |
| CONMEBOL | Arturo Ithurralde      | Argentinien        | 1      | 0 | 0 | 1                        |                                                              |
| CONMEBOL | Enrique Labo Revoredo  | Peru               | 1      | 2 | 0 | 4                        |                                                              |
| CONMEBOL | Héctor Ortíz           | Paraguay           | 1      | 3 | 1 | 0                        |                                                              |
| OFC      | Tony Boskovic          | Australien         | 1      | 1 | 0 | 1                        |                                                              |
| UEFA     | Paolo Casarin          | Italien            | 2      | 7 | 1 | 3                        |                                                              |
| UEFA     | Vojtěch Christov       | Tschechoslowakei   | 1      | 2 | 0 | 4                        | Schiedsrichter im Eröffnungsspiel, Linienrichter im Endspiel |
| UEFA     | Bogdan Dotschew        | Bulgarien          | 1      | 2 | 0 | 0                        |                                                              |
| UEFA     | Walter Eschweiler      | BR Deutschland     | 1      | 2 | 0 | 2                        |                                                              |
| UEFA     | Erik Fredriksson       | Schweden           | 1      | 1 | 0 | 3                        |                                                              |
| UEFA     | Bruno Galler           | Schweiz            | 1      | 2 | 0 | 3                        |                                                              |
| UEFA     | Alojzy Jarguz          | Polen              | 1      | 2 | 0 | 3                        | Linienrichter im Eröffnungsspiel                             |
| UEFA     | Abraham Klein          | Israel             | 1      | 2 | 0 | 2                        | Linienrichter im Endspiel                                    |
| UEFA     | Augusto Lamo Castillo  | Spanien            | 1      | 0 | 0 | 2                        |                                                              |
| UEFA     | Henning Lund-Sørensen  | Dänemark           | 1      | 4 | 0 | 3                        |                                                              |
| UEFA     | Damir Matovinović      | Jugoslawien        | 1      | 0 | 0 | 2                        |                                                              |
| UEFA     | Malcolm Moffatt        | Nordirland         | 1      | 2 | 0 |                          |                                                              |
| UEFA     | Károly Palotai         | Ungarn             | 1      | 4 | 0 | 4                        | Linienrichter im Eröffnungsspiel                             |
| UEFA     | Alexis Ponnet          | Belgien            | 2      | 4 | 0 | 2                        |                                                              |
| UEFA     | Adolf Prokop           | DDR                | 1      | 1 | 0 | 3                        |                                                              |
| UEFA     | Nicolae Rainea         | Rumänien           | 2      | 6 | 1 | 4                        |                                                              |
| UEFA     | Myroslaw Stupar        | Sowjetunion        | 1      | 3 | 0 | 0                        |                                                              |
| UEFA     | Bob Valentine          | Schottland         | 2      | 7 | 0 | 2                        |                                                              |
| UEFA     | Michel Vautrot         | Frankreich         | 2      | 4 | 0 | 2                        |                                                              |
| UEFA     | Clive White            | England            | 1      | 2 | 0 | 2                        |                                                              |
| UEFA     | Franz Wöhrer           | Österreich         | 1      | 1 | 0 | 1                        |                                                              |

## Linienrichter
| Verband | Linienrichter              | Land     | Spiele | Anmerkungen |
| ------- | -------------------------- | -------- | ------ | ----------- |
| UEFA    | Emilio Soriano Aladrén     | Spanien  | 3      |             |
| UEFA    | José Luis García Carrión   | Spanien  | 3      |             |
| UEFA    | António Garrido            | Portugal | 2      |             |
| UEFA    | Victoriano Sánchez Arminio | Spanien  | 3      |             |

- Da fast alle Schiedsrichter ebenfalls als Linienrichter eingesetzt wurden, befinden sich in dieser Tabelle ausschließlich die zusätzlich eingesetzten Linienrichter.

## Liste der Einsätze nach Spielen
Legende
| - Partie → gibt die beiden Mannschaften an, die das Spiel bestritten und den Endstand des Spieles nach der regulären Spielzeit, ggf. nach der Verlängerung und im Elfmeterschießen - Schiedsrichter → Vor- und Zuname des Schiedsrichters, der das Spiel leitete - Linienrichter → Vor- und Zuname der Linienrichter, die den Schiedsrichter an den Seitenlinien unterstützten - LR1 → Linienrichter 1 - LR2 → Linienrichter 2 - → ausgesprochene Verwarnungen mittels gelber Karte - → ausgesprochene Feldverweise mittels roter Karte - Elfm. → in der regulären Spielzeit oder in der Verlängerung verhängte Strafstöße |

| Spiel            | Spiel         | Schiedsrichter         | Linienrichter              | Linienrichter              | Karten       | Karten       | Elfm.        |              |
| #                | Partie        | Schiedsrichter         | LR1                        | LR2                        | Gelbe Karte  | Rote Karte   | Elfm.        |              |
| Gruppenphase     | Gruppenphase  | Gruppenphase           | Gruppenphase               | Gruppenphase               | Gruppenphase | Gruppenphase | Gruppenphase | Gruppenphase |
| ---------------- | ------------- | ---------------------- | -------------------------- | -------------------------- | ------------ | ------------ | ------------ | ------------ |
| 1                | 0:1           | Vojtěch Christov       | Károly Palotai             | Alojzy Jarguz              | 2            | 0            | 0            |              |
| 2                | 0:0           | Michel Vautrot         | Adolf Prokop               | Nicolae Rainea             | 3            | 0            | 0            |              |
| 3                | 2:1           | Augusto Lamo Castillo  | Victoriano Sánchez Arminio | José García Carrion        | 0            | 0            | 0            |              |
| 4                | 0:0           | Franz Wöhrer           | Adolf Prokop               | Nicolae Rainea             | 1            | 0            | 0            |              |
| 5                | 10:1          | Ibrahim Youssef al-Doy | Henning Lund-Sørensen      | Charles Corver             | 2            | 0            | 0            |              |
| 6                | 5:2           | David Socha            | Thomson Chan Tam-Sun       | Yousef El-Ghoul            | 0            | 0            | 0            |              |
| 7                | 2:1           | Enrique Labo Revoredo  | Gilberto Aristízabal       | Paolo Casarin              | 2            | 0            | 0            |              |
| 8                | 3:1           | António Garrido        | Arnaldo Cézar Coelho       | Gastón Castro              | 1            | 0            | 0            |              |
| 9                | 1:1           | Arturo Ithurralde      | Luis Barrancos             | Bogdan Dotschew            | 0            | 0            | 1            |              |
| 12               | 0:1           | Juan Cardellino        | Gilberto Aristízabal       | Paolo Casarin              | 3            | 0            | 1            |              |
| 11               | 1:1           | Benjamin Dwomoh        | Rómulo Méndez              | Bob Valentine              | 0            | 0            | 1            |              |
| 12               | 0:0           | Erik Fredriksson       | Károly Palotai             | Bruno Galler               | 1            | 0            | 0            |              |
| 13               | 1:1           | Walter Eschweiler      | Mario Rubio Vázquez        | Augusto Lamo Castillo      | 2            | 0            | 0            |              |
| 14               | 4:1           | Belaïd Lacarne         | Michel Vautrot             | Nicolae Rainea             | 0            | 0            | 0            |              |
| 15               | 4:1           | Luis Paulino Siles     | Adolf Prokop               | Thomson Chan Tam-Sun       | 0            | 0            | 0            |              |
| 16               | 0:0           | Alexis Ponnet          | Mario Rubio Vázquez        | Walter Eschweiler          | 3            | 0            | 0            |              |
| 17               | 1:0           | Malcolm Moffatt        | Gastón Castro              | Alojzy Jarguz              | 2            | 0            | 0            |              |
| 18               | 3:0           | Yousef El-Ghoul        | Clive White                | Emilio Soriano Aladrén     | 0            | 0            | 0            |              |
| 19               | 1:4           | Bruno Galler           | Tony Boskovic              | Vojtěch Christov           | 2            | 0            | 0            |              |
| 20               | 2:0           | Charles Corver         | Bogdan Dotschew            | Gilberto Aristízabal       | 1            | 0            | 0            |              |
| 21               | 2:1           | Henning Lund-Sørensen  | Arturo Ithurralde          | António Garrido            | 4            | 0            | 1            |              |
| 22               | 0:2           | Tony Boskovic          | Ibrahim Youssef al-Doy     | Vojtěch Christov           | 1            | 0            | 0            |              |
| 23               | 4:1           | Myroslaw Stupar        | Erik Fredriksson           | Damir Matovinović          | 3            | 0            | 0            |              |
| 24               | 1:1           | Thomson Chan Tam-Sun   | Paolo Casarin              | Enrique Labo Revoredo      | 5            | 0            | 0            |              |
| 25               | 5:1           | Mario Rubio Vázquez    | Emilio Soriano Aladrén     | Victoriano Sánchez Arminio | 1            | 0            | 0            |              |
| 26               | 1:1           | Clive White            | Belaïd Lacarne             | José García Carrion        | 2            | 0            | 0            |              |
| 27               | 2:2           | Nicolae Rainea         | Alexis Ponnet              | Alojzy Jarguz              | 1            | 0            | 0            |              |
| 28               | 1:1           | Bogdan Dotschew        | Emilio Soriano Aladrén     | Victoriano Sánchez Arminio | 2            | 0            | 0            |              |
| 29               | 2:0           | Luis Barrancos         | Belaïd Lacarne             | Augusto Lamo Castillo      | 5            | 0            | 1            |              |
| 30               | 4:0           | Damir Matovinović      | Abraham Klein              | Charles Corver             | 4            | 0            | 0            |              |
| 31               | 3:2           | Rómulo Méndez          | Arnaldo Cézar Coelho       | Erik Fredriksson           | 0            | 0            | 1            |              |
| 32               | 1:1           | Paolo Casarin          | Benjamin Dwomoh            | Károly Palotai             | 2            | 1            | 1            |              |
| 33               | 0:1           | Gastón Castro          | Enrique Labo Revoredo      | Luis Paulino Siles         | 2            | 1            | 1            |              |
| 34               | 0:1           | Bob Valentine          | Ibrahim Youssef al-Doy     | Arnaldo Cézar Coelho       | 2            | 0            | 0            |              |
| 35               | 1:0           | Gilberto Aristízabal   | Henning Lund-Sørensen      | José García Carrion        | 1            | 0            | 0            |              |
| 36               | 1:0           | Héctor Ortíz           | Alexis Ponnet              | Enrique Labo Revoredo      | 3            | 1            | 0            |              |
| Zwischenrunde    |               |                        |                            |                            |              |              |              |              |
| 37               | 0:1           | Károly Palotai         | Vojtěch Christov           | Damir Matovinović          | 1            | 0            | 0            |              |
| 38               | 3:0           | Luis Paulino Siles     | Gastón Castro              | Enrique Labo Revoredo      | 1            | 0            | 0            |              |
| 39               | 2:1           | Nicolae Rainea         | Belaïd Lacarne             | Bruno Galler               | 5            | 1            | 0            |              |
| 41               | 0:0           | Arnaldo Cézar Coelho   | Rómulo Méndez              | Héctor Ortíz               | 1            | 0            | 0            |              |
| 41               | 2:2           | Adolf Prokop           | Walter Eschweiler          | Erik Fredriksson           | 1            | 0            | 0            |              |
| 42               | 0:1           | Michel Vautrot         | António Garrido            | Charles Corver             | 1            | 0            | 0            |              |
| 42               | 1:3           | Mario Rubio Vázquez    | Gastón Castro              | Gilberto Aristízabal       | 3            | 1            | 0            |              |
| 44               | 2:1           | Paolo Casarin          | Franz Wöhrer               | Károly Palotai             | 4            | 0            | 0            |              |
| 45               | 4:1           | Alojzy Jarguz          | Yousef El-Ghoul            | Nicolae Rainea             | 2            | 0            | 0            |              |
| 46               | 0:0           | Bob Valentine          | Henning Lund-Sørensen      | Clive White                | 5            | 0            | 0            |              |
| 47               | 3:2           | Abraham Klein          | Bogdan Dotschew            | Thomson Chan Tam-Sun       | 2            | 0            | 0            |              |
| 48               | 0:0           | Alexis Ponnet          | Belaïd Lacarne             | Michel Vautrot             | 1            | 0            | 0            |              |
| Halbfinale       |               |                        |                            |                            |              |              |              |              |
| 49               | 0:2           | Juan Cardellino        | Gilberto Aristízabal       | David Socha                | 4            | 0            | 0            |              |
| 50               | 1:1 5:4 i. E. | Carlos Valente         | Mohammed Hansal            | Armando Perez              | 3            | 0            | 1            |              |
| Spiel um Platz 3 |               |                        |                            |                            |              |              |              |              |
| 51               | 3:2           | António Garrido        | Belaïd Lacarne             | Mario Rubio Vázquez        | 3            | 0            | 0            |              |
| Finale           |               |                        |                            |                            |              |              |              |              |
| 52               | 3:1           | Arnaldo Cézar Coelho   | Abraham Klein              | Vojtěch Christov           | 5            | 0            | 1            |              |